# Соснин, Дмитрий Петрович
Дми́трий Петро́вич Сосни́н (?, Ярославль - 13 (25) октября 1833, Санкт-Петербург) — российский писатель, богослов, преподаватель по общей гражданской истории.

## Биография
Родился в семье священника Успенского собора в городе Ярославле. В 1812-1823 годах Дмитрий Петрович учился в Ярославской духовной семинарии. В 1823 году поступил, а в 1827 году окончил Санкт-Петербургскую духовную академию (курс VII) со степенью магистра богословия. Магистерская диссертация — «О нетлении св. мощей в христианской церкви». В этом же году, 28 сентября, был назначен в Ярославскую духовную семинарию профессором всеобщей истории и немецкого языка. 4 октября 1830 года переведён в Санкт-Петербургскую духовную академию бакалавром по общей гражданской истории. Умер 25 октября 1833 года в Санкт-Петербурге.

## Сочинения
- Две проповеди в Неделю 20-ю и блудного сына. — СПб., 1827
- О вечном блаженстве праведных. — СПб., 1827
- О гонении на христиан в Римской империи. — СПб., 1832
- О св. Кирилле, епископе Туровском («Христианское чтение», 1832, ч. XLVI).
- О нетлении святых мощей в церкви христианской / Соч. магистра богословия Дмитрия Соснина.  — СПб. : тип. Иверсена, 1832. — 68 с.
  - То же — Изд. 2-е. — СПб.: печатано в тип. Иверсена, 1833. — 68 с.
  - То же - Изд. 3-е. — СПб.: В Университетской типографии, 1849. — 67 с.
- О святых чудотворных иконах в церкви христианской / сочинение магистра богословия Дмитрия Соснина. — СПб.: Печатано в Типографии Иверсена, 1833. — 74 с.